# Diecezja Mpanda
Diecezja Mpanda – diecezja rzymskokatolicka  w Tanzanii. Powstała w 2000.

## Biskupi diecezjalni
- William Pascal Kikoti † (2000-2012)
- Gervas Nyaisonga (2014-2018)
- Eusebius Alfred Nzigilwa (od 2020)